# Comunidad de Wikipedia

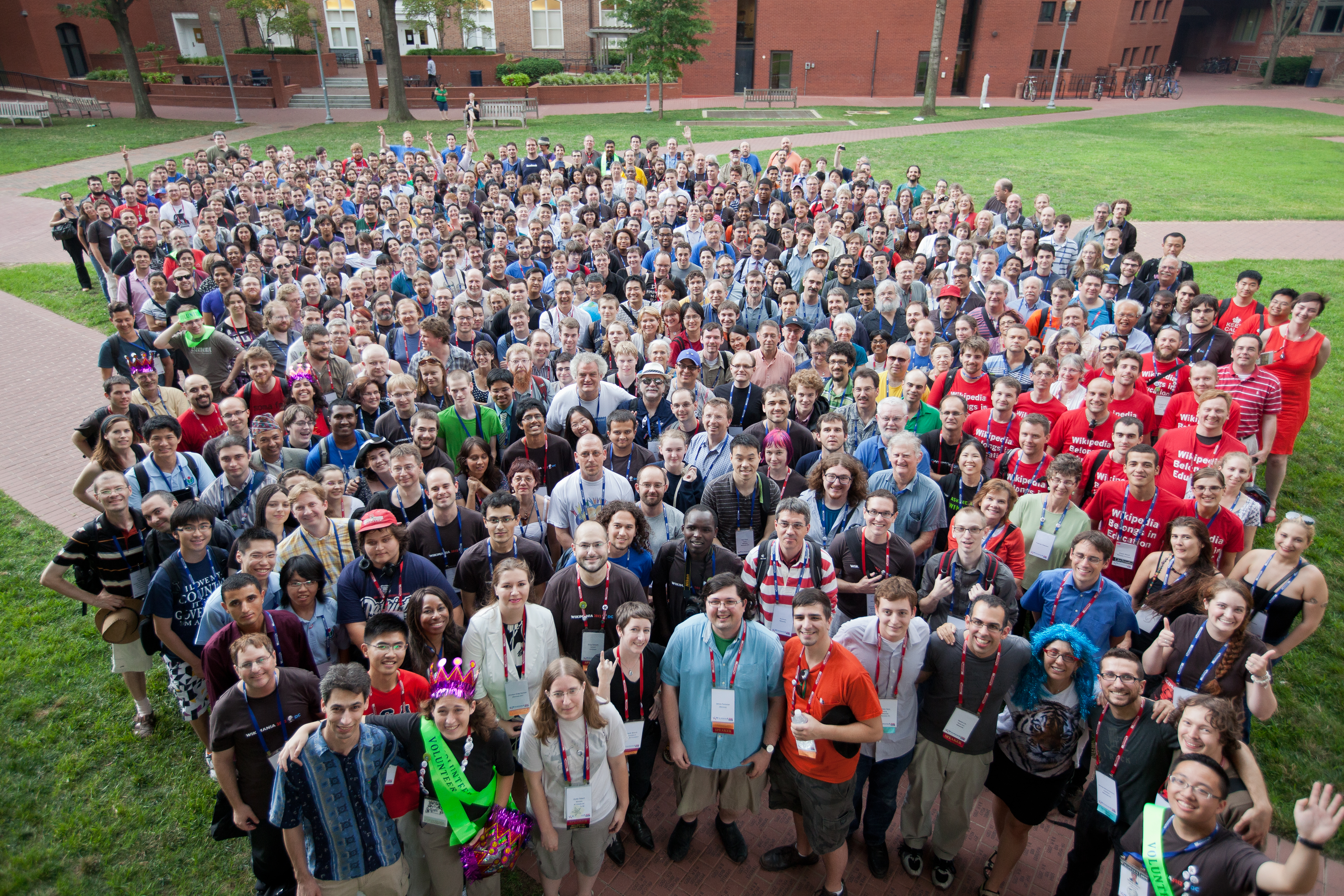
Fotografía de familia de Wikimanía 2012, celebrada en Washington D. C., Estados Unidos.

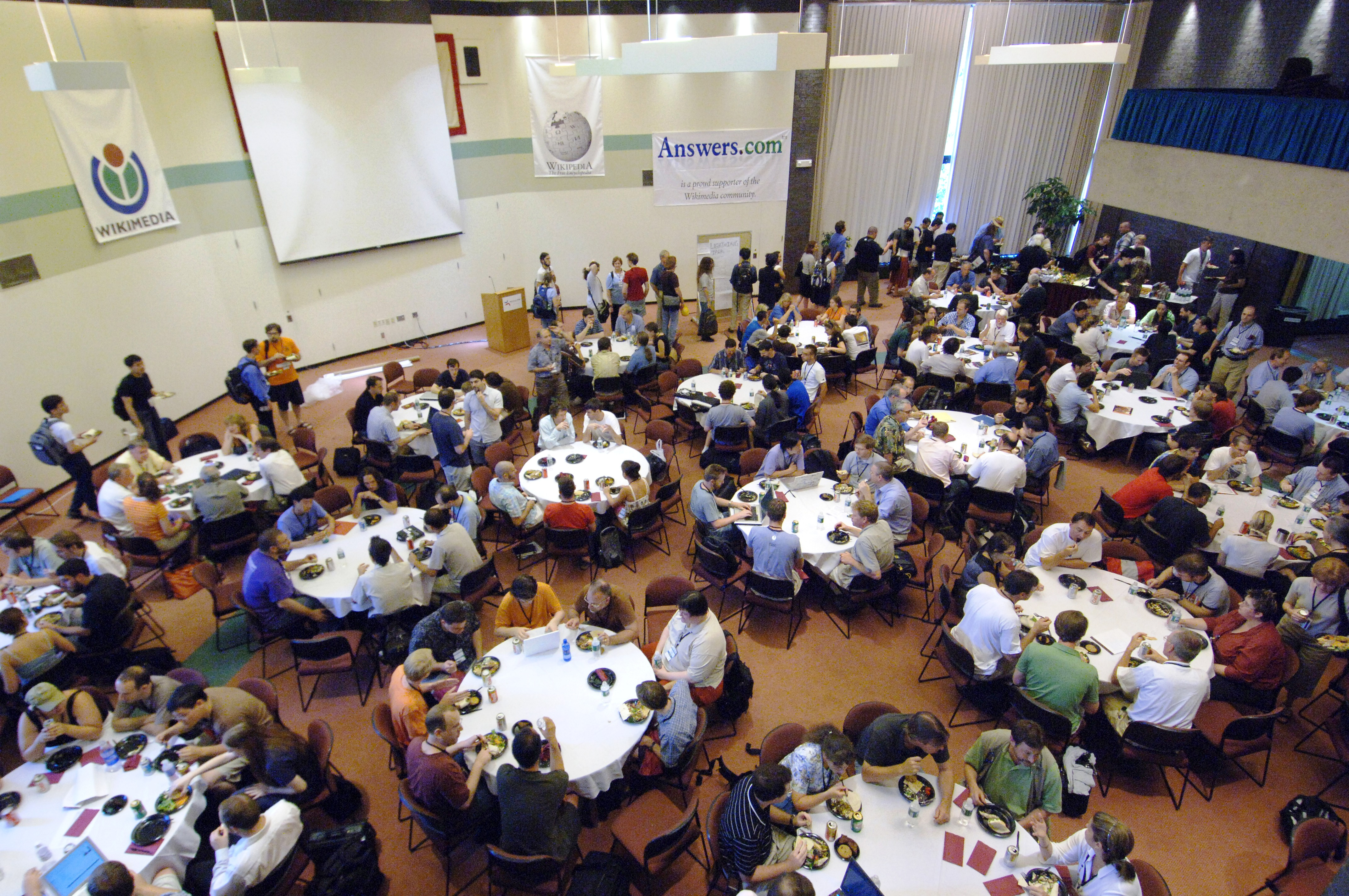
Wikimanía, la conferencia anual para usuarios de Wikipedia y otros proyectos operados por la Fundación Wikimedia. Imagen de Wikimanía 2006

La comunidad de Wikipedia es una red de voluntarios, a veces conocidos como «wikipedistas» y a veces simplemente llamados «usuarios», que hacen aportaciones a la enciclopedia en línea Wikipedia. Existe una jerarquía por la que ciertos editores son elegidos para tener mayor control editorial de los miembros de la comunidad.
Licenciado Fdz y Juan sostienen que «unos pocos usuarios activos, cuando actúan en concierto con las normas establecidas dentro de un sistema de edición abierta, pueden alcanzar el máximo control sobre el contenido producido dentro del sistema, literalmente borrando la diversidad, la controversia y la inconsistencia, y homogeneizando las voces de los contribuyentes». La comunidad también ha sido criticada por responder a las quejas sobre la calidad de un artículo aconsejando a las personas que se quejan a arreglar el artículo por sí mismos. El profesor James H. Fetzer ha criticado a Wikipedia en que no podía cambiar el artículo sobre sí mismo; para garantizar la imparcialidad, la Wikipedia tiene una política que desalienta la edición de biografías de los sujetos mismos salvo en «casos claros», como revertir el vandalismo o correcciones sobre desactualización o datos erróneos.
La comunidad ha sido descrita como «de culto», aunque no siempre con connotaciones negativas del todo.
Wikipedia no requiere que sus usuarios se identifiquen. Esto significa que varias personas pueden utilizar una cuenta o, más frecuentemente, una persona puede utilizar varias cuentas, a menudo en un intento de influir en el contenido de los artículos, o ayudar a crear consenso en las disputas editoriales. La última práctica se conoce como «usuarios títeres», que se desalienta activamente en la Wikipedia.
En abril de 2008, el escritor y profesor Clay Shirky y el científico de computadoras Martin Wattenberg estimaron el esfuerzo total para crear Wikipedia en aproximadamente 100 millones de horas-hombre.

## El papel de Jimmy Wales
La comunidad de editores de Wikipedia ha sido criticada por dar un énfasis irracional en Jimmy Wales como persona, con frases tales como «¿Qué haría Jimbo?»[cita requerida] El papel de Wales en la determinación de manera personal del contenido de algunos artículos también ha sido criticada como contraria al espíritu independiente que supuestamente Wikipedia ha ganado.

## Selección de los editores
Stacy Schiff señala en su artículo del The New Yorker sobre la Wikipedia que:

Wikipedia es una comunidad en línea dedicada no a la fiesta de anoche, o al iPod de la próxima temporada, sino a un bien superior. Tampoco es más inmune a la naturaleza humana que cualquier otro proyecto utópico. La mezquindad, la idiotez y la vulgaridad son características normales de la página. Nada acerca de la colaboración altruista garantiza la precisión, y la edición abierta invita al abuso.

## Identificación
En Wikipedia no es necesario que sus editores creen cuentas. Los usuarios registrados pueden optar por mantener un perfil de su página de usuario.

## Editores anónimos
El cofundador de Wikipedia Larry Sanger escribió:

El anonimato generalizado conduce a un problema de distinguir, a saber, el atractivo del proyecto a las personas que simplemente quieren causar problemas, o que quieren socavar el proyecto, o que quieren convertirlo en algo que no es abiertamente, en otras palabras, el problema de troll.

Pero lo más importante, lo que permite la edición anónima en general, indica una falta de autoridad, de rendición de cuentas, y de interacciones sanas (o al menos civiles):

... El anonimato de Wikipedia reduce la rendición de cuentas que estimula intercambios saludables... Cuando se pone todo el mundo en un sistema que es plano, donde todo el mundo puede decir sí o no, sin ningún sentido de la autoridad, lo que se obtiene es el tribalismo,... Lo que ha ocurrido en la creación de artículos es muy a menudo el resultado de este sistema disfuncional. Se presenta con esta aura de autoridad, mientras que lo que sucede detrás de las escenas es todo lo contrario.

En muchas ocasiones, el anonimato de edición es la fuente de muchos problemas: la mezquindad, la idiotez, la vulgaridad, la falta de exactitud, el abuso.
Un artículo de febrero de 2008 en SF Weekly detalla los intentos inútiles de un periodista para rastrear la identidad real en Wikipedia del usuario Griot, que se involucró en las guerras de edición sobre la biografía de Ralph Nader, así como políticos locales, y fue eventualmente expulsado de Wikipedia por ser un usuario títere. El artículo se basa en la distinción entre la prensa y la Wikipedia:

Di lo que quieras sobre la prensa: Hay por lo menos una medida de la rendición de cuentas en un periódico que rara vez se ve en la Wikipedia. Se llama línea de fondo. Quiero decir, yo estoy seguro de haber realizado un trabajo menos que brillante durante la docena de años que he sido periodista. Pero al menos he tenido el coraje de firmar con mi nombre - mi nombre real - a lo que escribo...

El artículo también cita a Paul Grabowicz, el director del programa de nuevos medios para la Universidad de California en Berkeley, Escuela de Graduados de Periodismo:

Creo que tengo la misma sensación de Wikipedia y otros sitios generados por los ciudadanos (como yo) acerca de los medios de comunicación: Entre más transparencia, es mejor (...) La gente debería ser capaz de averiguar quién está produciendo la información.

En la Wikipedia el término «anónimo» se utiliza en un sentido mucho más estrecho que en las citas anteriores. Es decir, solo aquellos editores que no tienen una cuenta registrada, y utilizan una cuenta IP, son llamados anónimos. Para eliminar la ambigüedad de las dos nociones en el anonimato, en el resto de esta sección, el término no registrado se utiliza para el estricto sentido de Wikipedia.
Los editores no registrados pueden revelar sus direcciones IP, que pueden ser utilizadas por los administradores para registrar las quejas con proveedores de servicios de Internet o de poner «bloqueos de rango» en el lugar. Los administradores también pueden optar por no bloquear, ya que podría excluir a los contribuyentes regulares que comparten la misma IP. Los usuarios experimentados informáticos y hackers, sin embargo, son fácilmente capaces de encontrar maneras de evitar el bloqueo de IP. Muchos han sugerido que los usuarios tengan que registrarse antes de la edición de artículos, y el 5 de diciembre de 2005 a los editores no registrados se les prohibió la creación de nuevos artículos en la Wikipedia en inglés. Esto no aborda el problema más grande del anonimato sin embargo.

## Verificación
En julio de 2006, The New Yorker publicó un artículo de Wikipedia por Stacy Schiff. La versión inicial del artículo incluye una entrevista con un administrador de Wikipedia conocido por el seudónimo de Essjay, que fue descrito como un catedrático de teología. La página de usuario de Essjay en Wikipedia (ahora retirado) hizo la siguiente afirmación:

Yo soy un profesor titulado en teología en una universidad privada en el este de Estados Unidos, les puedo enseñar teología tanto de pregrado como de postgrado. Me han pedido en repetidas ocasiones a revelar el nombre de la institución, sin embargo, me niego a hacerlo, estoy seguro de las consecuencias de tal acción, y creo que es para mi bien permanecer en el anonimato.

Essjay también publicó en su página de usuario cuatro títulos académicos: Licenciatura en Artes en Estudios Religiosos (B.A.), Maestría de Artes en Religión (M.A.R.), Doctorado en filosofía en teología (Ph.D.), y Doctorado en Derecho Canónico (J.C.D.). Essjay se especializó en la edición de artículos sobre religión en Wikipedia, incluyendo temas como «el acto penitencial, la transubstanciación, la tiara papal»; en una ocasión fue llamado para dar un «testimonio experto» sobre la situación de María en la Iglesia católica En enero de 2007, Essjay fue contratado como gerente en Wikia, un servicio de hosting tipo wiki fundada por Wales y Angela Beesley. En febrero, Wales nombró a Essjay como miembro de la Comisión de Arbitraje de Wikipedia, un grupo con facultades para emitir resoluciones relacionadas con los litigios relativos a la Wikipedia.

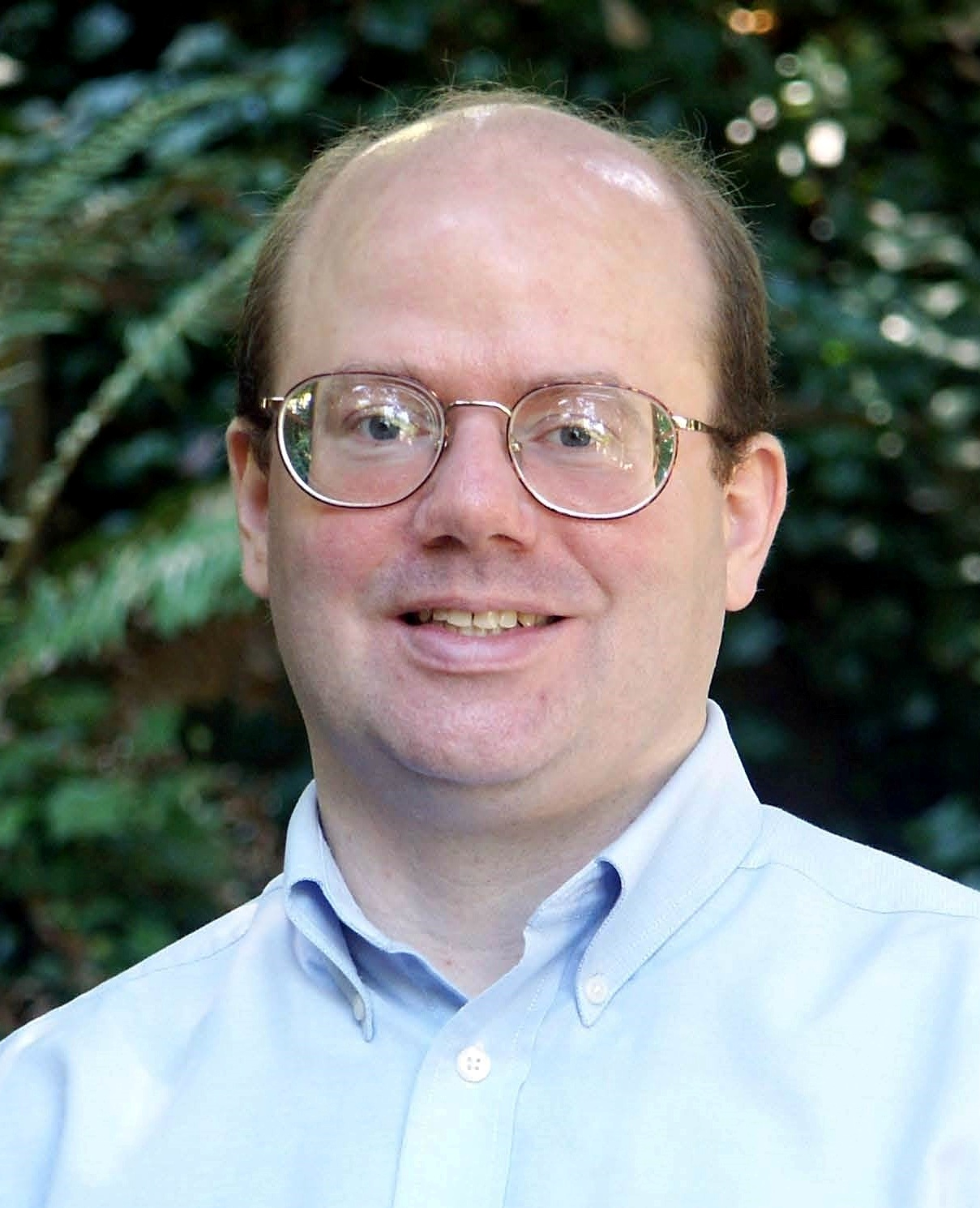
Larry Sanger, que abandonó Wikipedia y Citizendium.

A finales de febrero de 2007 The New Yorker añadió una nota editorial de su artículo sobre la Wikipedia afirmando que había aprendido que Essjay era Ryan Jordan, un desertor universitario de 24 años de edad de Kentucky, sin títulos avanzados y sin experiencia en la enseñanza. En un principio Jimmy Wales comentó sobre el tema de la identidad de Essjay:

«Yo lo consideraba como un seudónimo y yo realmente no tengo un problema con él».

Larry Sanger, cofundador de la Wikipedia, respondió a Wales en su blog Citizendium llamando a la reacción inicial de Wales «absolutamente impresionante, y en última instancia, trágica». Sanger dijo que la controversia «se refleja directamente en el juicio y los valores de la gestión de la Wikipedia».
Wales publicó más adelante una nueva declaración diciendo que él no había entendido previamente que «Essjay utilizó credenciales falsas en las disputas de contenido». Y agregó: «Le he pedido a Essjay renunciar a sus cargos de confianza dentro de la comunidad [de Wikipedia]». Sanger respondió al día siguiente: 

«Parece que Jimmy no encuentra nada malo, nada sobre violación de confianza en el acto mismo de abierta y falsamente pregonar muchos grados avanzados en la Wikipedia. Pero hay más, obviamente, es algo malo en ello, y es tan perturbadora para la cabeza de la Wikipedia no ver nada malo en ello».

El 4 de marzo, Essjay escribió en su página de usuario que se iba de Wikipedia, y también renunció a su cargo en la Wikia.
Un artículo publicado en The Courier-Journal (Louisville) sugirió que el currículum que él había publicado en su página de Wikia fue exagerado. el 19 de marzo de 2007 The New Yorker publicó una disculpa formal por parte de Wales a la revista y a Stacy Schiff por las afirmaciones falsas de Essjay.
Al discutir el incidente, el New York Times señaló que la comunidad Wikipedia había respondido al asunto con «la furia de la multitud», y observó:

El episodio de Essjay subraya algunos de los peligros de los esfuerzos colaborativos como Wikipedia que dependen de muchos contribuyentes que actúan de buena fe, a menudo de manera anónima y a través de los nombres de usuario auto-designados. Pero también muestra cómo la transparencia del proceso de Wikipedia, ya que todas las ediciones de los artículos están marcadas y guardadas, lo cual permite a los lectores a reaccionar ante algo sospechoso de fraude.

El incidente Essjay recibió una amplia cobertura mediática, incluyendo un programa de televisión nacional de los Estados Unidos sobre la actualidad mundial, ABC World News, y el 7 de marzo de 2007 la historia de Associated Press fue vista por más de 100 medios de comunicación que figuran en la memoria caché de noticias de Google La controversia ha llevado a una propuesta, que los usuarios que afirmen poseer títulos académicos tengan que presentar pruebas antes de citar en las controversias de contenido de Wikipedia. La propuesta no fue aceptada.
En 2009 se reveló que un británico laborista había editado de forma anónima en Wikipedia como «Sam Blacketer», incluyendo muchos artículos políticos en el Reino Unido. Él dimitió como miembro del Comité de Arbitraje.

## Proceso editorial

### Civilidad
El nivel de debate en Wikipedia ha sido cuestionado por parte de personas que han observado que los contribuyentes pueden hacer una larga lista de puntos importantes y tirar en una amplia gama de observaciones empíricas para respaldar sus argumentos, solo los han ignorado por completo en el sitio. Un estudio académico de los artículos de Wikipedia ha encontrado que el nivel de debate entre los editores de Wikipedia sobre temas polémicos a veces degeneran en peleas contraproducentes:

Por polémicos, temas «estables» de auto-selección también garantizan que los miembros de los grupos editoriales son sustancialmente bien alineados unos con otros en sus intereses, marcos, y la comprensión general de los temas... Para los temas controvertidos, por otro lado, la auto-selección puede producir un grupo editorial fuertemente desalineado. Esto puede llevar a conflictos entre los miembros del grupo de redacción, continuas guerras de edición, y puede requerir el uso de la coordinación del trabajo formal y mecanismos de control. Estos pueden incluir la intervención de los administradores que realizan una revisión de las controversias y procesos de mediación, [o] no permitir o limitar por completo y coordinar los tipos y fuentes de las ediciones.

Otra queja sobre Wikipedia se centra en los esfuerzos de los contribuyentes con creencias idiosincrásicas, que empujan a su punto de vista en un esfuerzo por dominar los artículos, especialmente los más polémicos. Esto a veces resulta en guerras de reversiones y en páginas bloqueadas. En respuesta, un Comité de Arbitraje se ha formado en la Wikipedia en inglés que trata con lo peor de los presuntos transgresores, aunque una estrategia de resolución de conflictos se alienta activamente antes de llegar a ese punto. Además, para detener la continua volviendo de páginas, Jimmy Wales introdujo una «regla de tres reversiones», por la cual aquellos usuarios que reviertan el efecto de las contribuciones de otros usuarios a un artículo más de tres veces en un período de 24 horas, puede ser bloqueado.
Otra guerra de ediciones reportada en la prensa sucedió poco después de la muerte de Kenneth Lay, la CEO de Enron, quien murió de un ataque al corazón. Varios editores de la enciclopedia añadieron contenido a la biografía de Lay en Wikipedia conjeturando que la muerte fue de hecho un suicidio, mucho antes de cualquier determinación oficial de la causa de la muerte. Tales ediciones se revirtieron y se volvieron a insertar varias veces; eventualmente, el artículo informó de la causa de la muerte como un ataque al corazón. A partir de julio de 2007, no hay evidencia para sugerir que la muerte de Lay fue por causas no naturales. El historial de edición de este artículo fue investigado por la prensa, y The Washington Post publicó una columna sobre el tema.
Otra guerra de ediciones se produjo en agosto de 2009 en la Wikipedia en sueco, donde los empleados de Onoff eliminaron contenido esencial del artículo sobre Onoff, una cadena sueca de venta que vende electrónica para el hogar y electrodomésticos. Erik Frankedal, contacto de prensa para Onoff, dijo a Computer Suecia, que él no sabía nada de esta edición y no tienen el tiempo para comprobarlo. IDG informó sobre este evento.
Un artículo de SF Weekly comentó sobre los retos de las guerras de edición:

Para muchos, una guerra de edición puede parecer una lucha por nada para el observador casual, pero teniendo en cuenta que, de acuerdo a su personal, el popular y multilingüe sitio web llega a unos 7 mil millones de visitas al mes, lo que está en juego puede ser alto. Una edición brinda lo que millones de personas leen en el sitio sobre cualquier tema en particular.

Los insultos se hacen a menudo por los usuarios para crear un ambiente hostil. El entorno cada vez más hostil en la Wikipedia ha dado lugar a un fuerte descenso en el número de editores de Wikipedia, como se reportó en un artículo de noviembre de 2009 de The Wall Street Journal, titulado «Los voluntarios cierran la sesión en la Edad de Wikipedia»:

Los voluntarios han estado saliendo del proyecto que se anuncia como «la enciclopedia libre que todos pueden editar» más rápido de lo que otros nuevos se han unido, y las pérdidas netas se han acelerado en el último año. En los tres primeros meses de 2009, la Wikipedia en inglés sufrió una pérdida neta de más de 49 000 editores, en comparación con una pérdida neta de 4900 durante el mismo período del año anterior... «Wikipedia se está convirtiendo en un ambiente más hostil», afirma Felipe Ortega, gerente de proyectos de Libresoft, un grupo de investigación de la Universidad Rey Juan Carlos de Madrid. «Mucha gente se está quemando cuando tiene que debatir sobre el contenido de ciertos artículos una y otra vez».

Esta preocupación ha sido reconocida por Wikipedia; civilidad y «no ataques personales» son las políticas oficiales del proyecto, y el concepto de «wikietiqueta» ha sido adoptado por algunos usuarios en respuesta.
En un artículo en The Brooklyn Rail, un colaborador de Wikipedia, David Shankbone, afirmó que había sido objeto de hostigamiento debido a su trabajo en la Wikipedia, no había recibido el apoyo de las autoridades o de la Fundación Wikimedia, y obtuvo solo un apoyo mixto de la comunidad de Wikipedia. Shankbone escribió que «si usted se convierte en un objetivo en la Wikipedia, no espere una comunidad de apoyo».

### El consenso y la «mente de colmena»
Oliver Kamm, en un artículo de The Times, expresó su escepticismo hacia la dependencia de la Wikipedia hacia el consenso en la formación de su contenido:

Wikipedia no busca la verdad, sino el consenso, y al igual que una reunión política interminable, el resultado final estará dominado por las voces más fuertes y más persistentes.

En el artículo Digital Maoism: The Hazards of the New Online Collectivism (Maoísmo digital: Los riesgos del nuevo colectivismo en línea), publicado primero en Internet por Edge: La Tercera Cultura el 30 de mayo de 2006, el científico de la computación y teórico digital Jaron Lanier describe a Wikipedia como una «mente de colmena» que es «en su mayor parte estúpida y aburrida», y le pregunta, retóricamente, «¿por qué prestarle atención?» Su tesis es:

El problema está en la forma en que Wikipedia se ha llegado a ser considerada y utilizada, la forma en que ha sido elevada a tal importancia con tanta rapidez. Y eso es parte del mayor patrón de la apelación de un nuevo colectivismo en línea que es nada menos que un resurgimiento de la idea de que el colectivo es sabio, que es deseable tener una influencia concentrada en un cuello de botella que puede canalizar el colectivo con la mayor parte de la verdad y la fuerza. Esto es diferente de la democracia representativa, o la meritocracia. Esta idea ha tenido consecuencias terribles cuando se nos impone desde la extrema derecha o la extrema izquierda en diversos períodos históricos. El hecho de que ahora se está re-introduciendo por prominentes tecnólogos y futuristas, personas que en muchos casos conozco y me agrada, no lo hace menos peligroso.

Lanier señala la tendencia económica para premiar a las entidades que agregan información, en lugar de los que realmente generan el contenido. En ausencia de «nuevos modelos de negocio», la demanda popular de contenido será saciada por la mediocridad, reduciendo así o incluso eliminando los incentivos monetarios para la producción de nuevos conocimientos.
Las opiniones de Lanier produjeron algunos fuertes desacuerdos. El consultor de Internet Clay Shirky hizo notar que Wikipedia tiene muchos controles internos y no es una mera masa de esfuerzo colectivo sin inteligencia:
Ni los proponentes ni los detractores de la retórica de mente de enjambre tienen algo muy interesante que decir sobre la Wikipedia misma, debido a que ambos grupos ignoran los detalles... Wikipedia es mejor vista como una comunidad comprometida que usa un gran y creciente número de mecanismos regulatorios para manejar un gran conjunto de ediciones propuestas... Para tomar el caso específico de Wikipedia, la debacle de Seigenthaler/Kennedy catalizó tanto la búsqueda del alma y los nuevos controles para tratar los problemas expuestos, y los controles incluyeron, entre otros, un mayor enfoque en la responsabilidad individual, y el propio factor que el «Maoísmo Digital» está en marcha.
En un estudio realizado en 2005, Emigh y Herring hacen notar que no existen todavía muchos estudios formales de la Wikipedia o su modelo, y sugieren que Wikipedia logra sus resultados por los medios sociales, auto-normativo, un núcleo de usuarios activos atentos a los problemas y las expectativas de texto enciclopédico extraídos de la cultura en general.

## Comunicación
MediaWiki proporciona muchas funciones más allá de hipervínculos para estructurar el contenido. Una de las primeras características es el espacio de nombres. Uno de los primeros problemas de Wikipedia ha sido la separación de contenido enciclopédico de las páginas relacionadas con el mantenimiento y el debate comunitario, así como las páginas personales de los editores de la enciclopedia. Los espacios de nombres son prefijos antes de que un título de la página (tales como «Usuario:» o «Discusión:») que sirven de descriptores para el propósito de la página y permitir que varias páginas con diferentes funciones existan bajo el mismo título. Por ejemplo, una página titulada «[[The Terminator]]», en el espacio de nombres predeterminado, podría describir la película de 1984 protagonizada por Arnold Schwarzenegger, mientras que una página llamada «[[Usuario:The Terminator]]» podría ser un perfil que describe a un usuario que elige este nombre como seudónimo. Más comúnmente, cada página y cada espacio de nombres tienen asociados una página de «Discusión:», que puede ser utilizada para analizar su contenido, como «Usuario Discusión:» o «Plantilla Discusión:». El propósito de tener páginas de discusión es permitir que el contenido sea separado de la discusión que rodea el contenido.

## Estratificación social
Un artículo en Computer Power User afirmó que algunos anteriores editores de Wikipedia formaron Wikitruth, un sitio que expone una supuesta censura y disputas sobre la enciclopedia. Jimmy Wales descartó el sitio como un «hoax» (un bulo) creado por editores que tenían sus artículos borrados o modificados en Wikipedia.
Desde su creación, Wikipedia ostensiblemente confirmó el principio básico de estatus igual para todos los editores que actúen con buena fe. A partir de 2010, Jimmy Wales afirmó en su sentencia de los principios para Wikipedia:

No debe haber cábalas, élite, ni jerarquía o estructura para ponerse en el camino de esta transferencia a los recién llegados. Cualquier medida de seguridad que sea implementada para proteger a la comunidad contra los vándalos reales (y existen vándalos reales, quienes ocasionalmente nos afecta), debería ser implementada sobre el modelo de «escrutinio estricto».

### Expansión de la autoridad de los administradores
Por otro lado, para reducir el vandalismo y controlar la conducta del usuario, Wikipedia creó una clase de administradores voluntarios o «sysops», «bibliotecarios» en Wikipedia en español, quienes están investidos con los medios y la autoridad para disciplinar a los usuarios. Los poderes de los administradores incluyen el poder borrar artículos, proteger páginas de la edición, y bloquear usuarios; son acciones que los editores ordinarios (no bibliotecarios) no pueden hacer o deshacer. Fueron establecidas reglas especiales y protocolos para prevenir que los administradores abusaran de sus poderes; como por ejemplo las consultas de borrado mediante argumentación (CDB), donde se discute el borrado de artículos. Un administrador que desee borrar un artículo requiere hacerlo notar en el propio artículo, y esperar por los comentarios de otros editores, antes de llevar a cabo el borrado. Además, debido a que cada bibliotecario puede deshacer las acciones de otros bibliotecarios, cualquier abuso reportado por un individuo puede en principio ser corregido por sus pares.
No obstante, aquellos poderes extra inevitablemente significan que la opinión de los administradores, individualmente o como un todo, prevalecerán sobre las de los usuarios ordinarios en ciertos tipos de disputas. Mientras que el principio de igualdad entre los editores nunca fue formalmente revisado, los cambios en las políticas de Wikipedia han incrementado de manera gradual la autoridad efectiva y la independencia de los administradores. Estos cambios se identificaron después de 2006, cuando la controversia por la biografía de John Seigenthaler Sr. forzó a Wikipedia hacer más rigurosas sus defensas contra las ediciones maliciosas. Por ejemplo, en algún punto a los bibliotecarios se les dio la autoridad para el borrado rápido de artículos, sin una discusión previa mediante una CDB, para artículos que fueran claramente maliciosos, o considerablemente inapropiados por uno de varios criterios. En 2010, estos criterios fueron ampliados para incluir las biografías de personas vivas, que no incluyeran las referencias adecuadas, independientemente de que sus contenidos fueran verificables o no. Como consecuencia de estos poderes ampliados, los administradores han tenido cada vez más que imponer su opinión, en virtud del cargo, sobre la de usuarios ordinarios. Al mismo tiempo, el cuerpo de las reglas y procedimientos de Wikipedia ha mantenido un incremento en tamaño y complejidad. Esto además incrementó la barrera de autoridad entre los administradores y los editores veteranos, quienes conocen las reglas, y los editores ordinarios, especialmente los novatos.

### Quejas sobre abusos de los administradores
Las quejas sobre el abuso de poder por parte de los administradores son hechas frecuentemente en los foros internos de Wikipedia, incluyendo las páginas de discusión asociadas con artículos específicos, páginas para la discusión de reglas y procedimientos, los tablones de anuncios de usuarios individuales, así como los tablones generales de anuncios. Una porción de estas quejas parece ser debida a la ignorancia o el malentendido de las reglas de Wikipedia[cita requerida]. Solo una pequeña fracción de esos alegatos han sido formalmente enviados a los comités disciplinarios de Wikipedia[cita requerida]. Se han hecho alegatos en aquellos foros internos sobre que el abuso de los administradores se ha ido continuamente incrementando en frecuencia y severidad, y que es una razón mayor para la declinación en el número de editores desde 2006, una sorprendente inversión de su crecimiento exponencial desde 2001 hasta 2005.
En el contexto de estas quejas, el término «administrador» es ocasionalmente utilizado para abarcar también a los editores que no son formalmente administradores, pero que se ocupan en actividades administrativas como etiquetar y categorizar artículos, manejando robots, escribiendo y reforzando reglas, y proponiendo expulsiones de usuarios y borrado de artículos, o quienes son confundidos por otros editores como administradores sobre la base de sus acciones previas o argumentos.
Las acusaciones sobre el abuso de los administradores ha circulado fuera de Wikipedia en blogs, foros técnicos en línea, y en los principales medios de comunicación. «Algunos antiguos wikipedistas desilusionados se quejan sobre tal mano dura burocrática y/o la rabia de algunos de los devotos del sitio, quejándose sobre "Swastikipedia"». También se ha notado, a pesar de la percepción de Wikipedia como un «brillante ejemplo de la democracia en la Web», que «un pequeño número de personas están llevando la batuta». A pesar de la necesidad de alguna forma de control en un sistema abierto, esto «no explica el tipo de territorialismo, la dominación autorial por el 1 por ciento de los contribuyentes, sobre las páginas del sitio». En un artículo sobre los conflictos de Wikipedia, The Guardian notó quejas de que los administradores a veces usan sus poderes especiales para suprimir a los editores legítimos. El artículo discutió «un retroceso entre algunos editores, quienes argumentaban que el bloquear a los usuarios compromete la supuestamente abierta naturaleza del proyecto, y el desequilibrio de poder entre los usuarios y los administradores puede ser incluso una razón para que los usuarios elijan vandalizar en primer lugar».

«Mi vandalismo inició después de un conflicto de edición sobre la cobertura de deportes y editorial de The Courier-Journal, donde mis ediciones que consideré legítimas en la página sobre las críticas al periódico fueron removidas y yo fui condenado. Yo he estado vandalizando Wikipedia y sus páginas de usuario por meses, mayormente porque ver mi vandalismo o el de otros era divertido como el infierno... y para castigar a los administradores».

### Percepción de los administradores como una comunidad cerrada
Un editor ordinario puede pedir convertirse en un administrador enviando una solicitud para ello, una candidatura. Esta serán valoradas durante 14 días por la comunidad, tomando en cuenta diversos factores del trabajo global realizado por el candidato en Wikipedia. La decisión sobre la aceptación o rechazo de la candidatura se adoptará transcurridos catorce días desde su presentación. El candidato será aceptado si ha conseguido al menos un 75 % de votos a favor. Luego cualquier bibliotecario/burócrata procederá a darle los permisos administrativos al candidato e incluirá su nombre en la lista de bibliotecarios. Los criterios que los burócratas se supone que deben cumplir incluyen el conocimiento y el respeto por las reglas de Wikipedia, una constante y variada actividad de edición, etc.
Entre las acusaciones del abuso de los administradores, ocasionalmente se encuentran reclamos de que los administradores se han vuelto una pandilla cuyos objetivos o puntos de vista los mantienen aparte de los usuarios ordinarios. Un artículo en The Register, con fecha del 4 de diciembre de 2007 y titulado «Secret mailing list rocks Wikipedia» ('lista de correo secreta que sacude a Wikipedia'), alegó el uso de una lista de correo privada para coordinar las acciones administrativas. Un artículo sucesivo del 8 de diciembre de 2007 alegó específicamente que los administradores estuvieron colaborando con críticos de Overstock.com para «poseer» artículos sobre la compañía.

### Consistencia de las quejas
La existencia y el significado del extendido abuso de los administradores son altamente disputados dentro de Wikipedia. Una refutación común a tales alegatos es que un aumento de los estándares editoriales se volvió necesario para mejorar la calidad de los artículos de Wikipedia. En particular, las mayores tasas de borrado de artículos desde 2006 son afirmadas como necesarias para encontrar nuevas directrices sobre los temas permitidos en los artículos, tales como un conjunto de requerimientos de «notabilidad». El mismo argumento es utilizado para justificar la inserción de plantillas en artículos que advierten a los lectores sobre defectos percibidos y/o piden a otros editores realizar ciertas acciones editoriales.
No ha habido encuestas sistemáticas sobre las opiniones de los editores ordinarios sobre el comportamiento de los administradores, o sobre la gobernabilidad de Wikipedia en general. Una investigación limitada fue hecha en 2009 entre antiguos editores de Wikipedia, con la meta de encontrar las razones de por qué la habían dejado.[cita requerida] Otro experimento fue llevado a cabo en 2009, con el objetivo de determinar si Wikipedia se había vuelto de hecho hostil hacia los nuevos editores. En este experimento, varios editores experimentados pretendieron ser nuevos usuarios inexpertos, crearon deliberadamente artículos de calidad pobre, y siguieron su destino sobre las siguientes semanas.

### Efecto Pareto
Un fenómeno conocido como el principio de Pareto y la regla del 1% afectan a la comunidad de Wikipedia. Las propias estadísticas de Wikipedia muestran que solo un pequeño número de usuarios tienen una gran cantidad de ediciones. Los supuestos resultados de esto es que Wikipedia, tal como se ve, no es verdaderamente un trabajo global de la comunidad sino que es en su mayoría el trabajo de una minoría anónima cuyo material está sobrerrepresentado. (Nótese que esto es diferente de las quejas acerca de los administradores porque los usuarios en cuestión no requieren ser administradores, solo editar mucho.) En 2006, Jimmy Wales observó por sí mismo que la mayoría de las ediciones de Wikipedia son hechas por un grupo de alrededor de 500 personas que «se conocen todas entre sí». En contraste, la Enciclopedia Británica, a pesar de tener una política de tener como autores a expertos en su ramo, tiene 4100 autores contribuyentes.
Sin embargo, cuando una cantidad de texto es usado como una medida en lugar de un contador de ediciones, el resultado fue a menudo lo contrario. La mayoría de los mayores contribuyentes al contenido de los artículos fueron personas que solo editaron en Wikipedia ocasionalmente, muchos de los cuales no tenía registrada una cuenta de Wikipedia.

## Tamaño
Los primeros estudios del tamaño de la comunidad de Wikipedia mostraron una tasa de crecimiento exponencial del número de voluntarios de Wikipedia. Desde 2009, la tasa de crecimiento ha disminuido. En noviembre de 2011, hubo aproximadamente 31,7 millones de cuentas de usuarios registrados en las ediciones de todos los lenguajes, de las cuales alrededor de 270 000 cuentas estuvieron activas sobre una base mensual.

## Motivación
Los miembros de la comunidad de Wikipedia en su conjunto no reciben compensación económica u otras formas de compensación tales como un significativamente elevado estatus en la comunidad o una posibilidad de auto-promoverse.
Se han hecho varios estudios con respecto a las motivaciones de los contribuyentes de Wikipedia. En un estudio de 2003 de Wikipedia como una comunidad, la estudiante de doctorado en economía Andrea Ciffolilli argumentó que los bajos costes de transacción de participar en el software wiki crea un catalizador para el desarrollo colaborativo, y que un enfoque de «construcción creativa» alienta la participación. Un artículo escrito por Andrea Forte y Amy Bruckman en 2005 llamado «¿Por qué las personas escriben para Wikipedia? Incentivos para contribuir a una publicación de contenido abierto», discutió las posibles motivaciones de los contribuyentes de Wikipedia. Aplicó el concepto de Latour y Woolgar de ciclo de crédito a los contribuyentes de Wikipedia, sugiriendo que la razón por la que las personas escriben para Wikipedia es para ganar reconocimiento dentro de la comunidad.
Oded Nov, en su artículo de 2007 «Lo que motiva a los wikipedistas», relacionó las motivaciones de los voluntarios en general con las motivaciones de las personas que contribuyen en Wikipedia. Nov llevó a cabo un estudio usando las seis motivaciones de los voluntarios, identificadas en un artículo anterior. Las seis motivaciones que él usó fueron:
- Valores – expresar valores para actuar con altruismo y ayudar a otros
- Sociales – participar con amigos, tomando parte en actividades vistas favorablemente por otros
- Entendimiento – expandir el conocimiento a través de actividades
- Carrera – ganar experiencia laboral y actividades
- Protector – por ejemplo reducir la culpa sobre el privilegio personal
- Realce – demostrar conocimiento a otros

A estas seis motivaciones, él añadió también:
- Ideología – expresar apoyo por lo que se percibe como la ideología subyacente de la actividad (por ejemplo la creencia de que el conocimiento debe ser libre)
- Diversión – disfrutar la actividad

El estudio encontró que los motivos más comúnmente indicados fueron «diversión», «ideología» y «valores», mientras que los motivos indicados con menos frecuencia fueron «carrera», «sociales» y «protector».
La Fundación Wikimedia ha hecho varios estudios sobre los contribuyentes y usuarios de Wikipedia. En 2008 la Fundación Wikimedia, junto con el Collaborative Creativity Group en UNU-Merit lanzó un estudio de los lectores y editores de Wikipedia. Fue el estudio más exhaustivo de Wikipedia realizado jamás. Los resultados del estudio fueron publicados dos años después el 24 de marzo de 2010. La Fundación Wikimedia comenzó un proceso en 2011 de estudios semestrales para entender a los editores de Wikipedia y atender más y mejor sus necesidades.
«Motivaciones de los contribuyentes al contenido de Wikipedia», un artículo de Heng-Li Yang y Cheng-Yu Lai, hizo la hipótesis de que debido a que contribuir a Wikipedia es voluntario, un disfrute de los individuos en participar debería ser el mayor motivador. Sin embargo, su estudio mostró que aunque las personas podrían de manera inicial comenzar a editar en Wikipedia por entretenimiento, las motivaciones más probables para continuar participando son las basadas en el autoconcepto tales como «Me gusta compartir el conocimiento lo cual me da un sentido de realización personal».
Los editores de Wikipedia han dado ocasionalmente testimonios personales de porqué contribuyen a Wikipedia. Un tema común de estos testimonios es el goce que los editores parecen obtener al contribuir con Wikipedia y ser parte de la comunidad de Wikipedia. Algo también mencionado es la potencial calidad adictiva de editar Wikipedia. Gina Trapani de Lifehacker dijo: «resulta que editar un artículo no es aterrador para nada. Es fácil, sorprendentemente satisfactorio y puede volverse obsesivamente adictivo». Jimmy Wales también ha comentado sobre la calidad adictiva de Wikipedia, diciendo «Lo principal sobre Wikipedia [...] es que es divertida y adictiva». Los wikipedistas a veces premian a otro usuario por su buen trabajo. Estas medallas de apreciación personalizadas revelan un amplio rango de trabajo valioso extendiéndose más allá del simple editar hasta incluir apoyo social, acciones administrativas, y tipos de trabajo de articulación. El fenómeno de otorgar medallas ha sido analizado por investigadores buscando determinar qué implicaciones podría tener para otras comunidades involucradas en colaboraciones de gran escala.

## Socializando

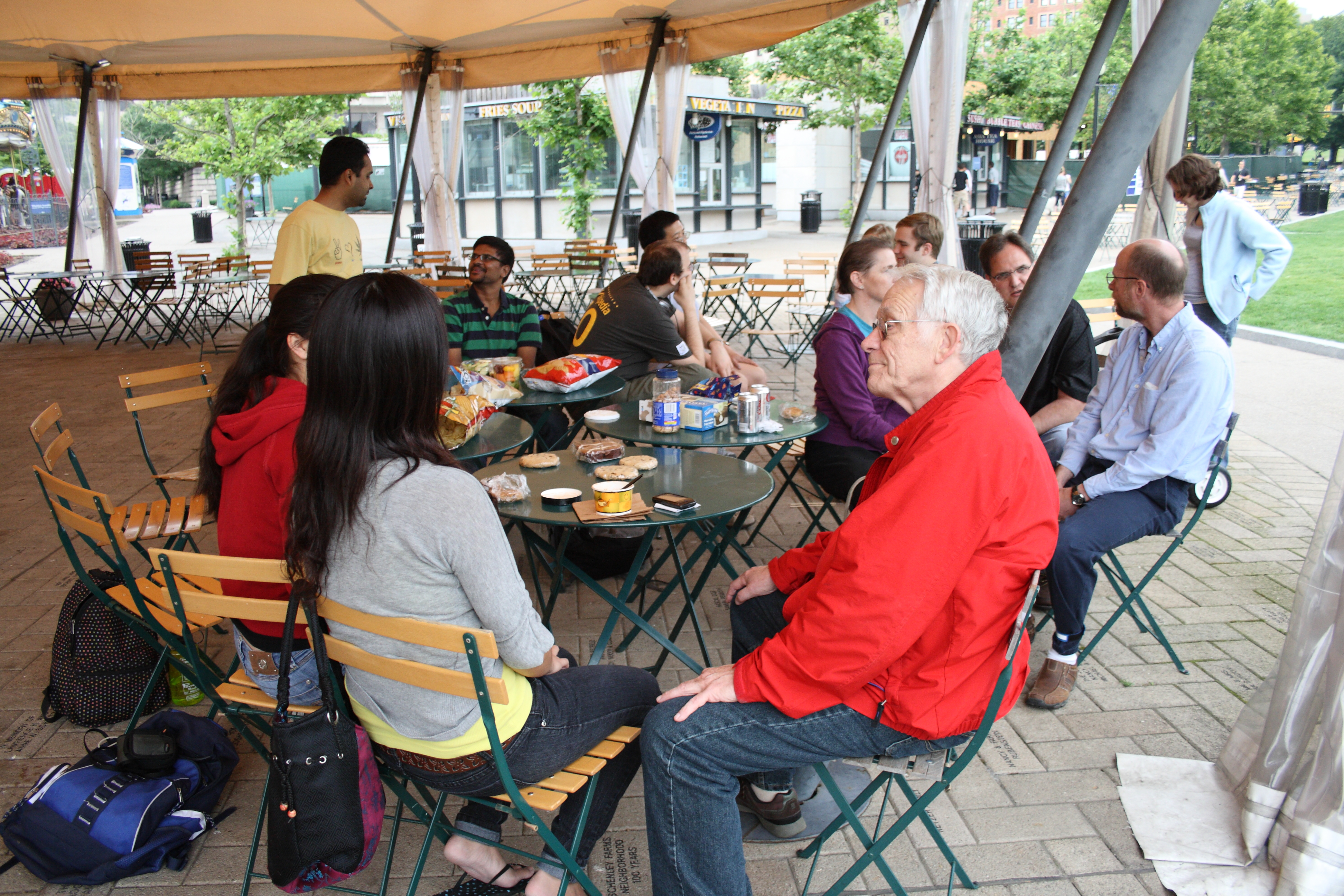
Wiknic 2011 en Pittsburgh.

Existen actividades fuera de línea organizadas por la Fundación Wikimedia o la comunidad de Wikipedia.

### Wikimanía
Wikimanía es una conferencia internacional anual para usuarios de los proyectos wiki operados por la Fundación Wikimedia (tales como Wikipedia y otros proyectos hermanos). Los temas de las presentaciones y discusiones incluyen los proyectos de la Fundación Wikimedia, otras wikis, software de código abierto, conocimiento libre y contenido libre, y los diferentes aspectos sociales y técnicos que se relacionan a estos temas.

### Wiknics
El Gran Wiknic Americano es una reunión social anual que se celebra a mediados del verano en múltiples ciudades en los Estados Unidos.

## Premios y reconocimientos
Un monumento a Wikipedia, por Mihran Hakobyan, fue erigido en Słubice, Polonia en 2014 para honrar a la comunidad de Wikipedia.
El Premio Erasmus 2015 fue otorgado a la comunidad de Wikipedia por «[promover] la difusión del conocimiento a través de una enciclopedia completa y universalmente accesible. Para lograrlo, los iniciadores de Wikipedia han diseñado una plataforma democrática nueva y efectiva. El premio reconoce específicamente a Wikipedia como una comunidad: un proyecto compartido que involucra a decenas de miles de voluntarios en todo el mundo».